# Dendropsophus stingi
Dendropsophus stingi és una espècie de granota que viu a Colòmbia.